# 前田真三
前田真三（1922年6月3日—1998年11月21日），生於日本東京府（今東京都），知名攝影家，專長於風景攝影。他的攝影足跡遍及全日本，其中又以在北海道上川郡美瑛町一帶拍攝的作品最為有名。美瑛町當地設有「拓真館」展示前田的攝影作品。

## 外部連結
- 風景写真出版 （页面存档备份，存于）